# Stelis xerophila
Stelis xerophila är en orkidéart som först beskrevs av Rudolf Schlechter, och fick sitt nu gällande namn av Soto Arenas. Stelis xerophila ingår i släktet Stelis och familjen orkidéer. Inga underarter finns listade i Catalogue of Life.